# Hadropareia semisquamata
Hadropareia semisquamata es una especie de pez de la familia de los Zoarcidae en el orden de los perciformes.

## Morfología
- Los machos pueden llegar a alcanzar los 13,7 cm de longitud total.
- Número de vértebras: 107-112.[1][2]

## Hábitat
Es un pez de mar, de clima templado y demersal que vive entre los 0-3 m de profundidad.

## Distribución geográfica
Se encuentran en las Islas Kuriles.

## Observaciones
Es inofensivo para los humanos. 